# Nokia 8 Sirocco
Nokia 8 Sirocco是HMD Global推出的旗舰机型，Nokia 8的改進版本，於2018年2月25日在西班牙巴塞隆拿舉辦的世界行動通訊大會上發佈。以Sirocco命名，延續了舊款Nokia 8800 Sirocco的同名產品。

## 规格

### 硬件
Nokia 8 Sirocco搭载了一枚高通驍龍835处理器。
Nokia 8 Sirocco還配备了6GB 内存和128GB 唯讀記憶體。也配有12MP+13MP双摄像头设置（广角+长焦镜头），诺基亚8 Sirocco这次还具备了IP67级防水防尘功能。

### 軟件
Nokia 8 Sirocco一開始配備了Android 8，它最高可以更新至Android 10。